# Brevipalpus trinidadensis
Brevipalpus trinidadensis är en spindeldjursart som beskrevs av Baker 1949. Brevipalpus trinidadensis ingår i släktet Brevipalpus och familjen Tenuipalpidae. Inga underarter finns listade.